# SMS Pillau
«Піллау» (нім. SMS Pillau) — військовий корабель, легкий крейсер, головний у своєму типі, Імперського флоту Німеччини. Перший корабель, названий на честь прусського міста Піллау. Замовлявся Росією для Сибірської флотилії як легкий крейсер «Муравйов-Амурський». З початком Першої світової війни крейсер, що перебував на стадії будівництва, реквізований Німеччиною, перейменований на «Піллау» і після добудови включений до складу Флоту Відкритого моря. Брав участь у Ютландській битві та Другій битві у Гельголандській бухті. Після війни за репараціями передано Італії та перейменовано на «Барі».
«Піллау» був закладений 23 вересня 1913 року як легкий крейсер «Муравйов-Амурський» на замовлення російського уряду на верфі німецької компанії Schichau-Werke у Данцигу. 11 квітня 1914 року він був спущений на воду, а 14 грудня 1914 року увійшов до складу Імперського флоту Німеччини.

## Історія
16 березня 1915 року крейсер був зарахований до 2-ї розвідувальної групи (флагман — легкий крейсер «Ґрауденц») Флоту відкритого моря. Перший вихід «Піллау» у морі у складі флоту відбувся в ніч із 17 на 18 квітня. 2-га розвідувальна група прикривала постановку мінного загородження крейсерами «Штрасбурґ» та «Штральзунд» біля східного краю банки Сварте. Далеке прикриття здійснювали кораблі 1-ї розвідувальної групи віцеадмірала Гіппера та основні сили Флоту Відкритого моря адмірала Гуго фон Поля. У ніч із 21 на 22 квітня відбувся вихід Флоту відкритого моря, у якому взяв участь і «Піллау».
У липні 1915 року німецьке морське командування запланувало операцію прориву в Ризьку затоку з метою знищення російських морських сил, що базувалися в цьому регіоні. Для цього виділялося ударне угруповання флоту під командуванням віцеадмірала Шмідта, що складалося з 7 старих лінійних кораблів, 6 крейсерів, 24 ескадрених міноносців і міноносців, 1 мінного загороджувача, 14 тральщиків, 12 катерів-тральщиків, 2 проривачів мінних загороджень. Для прикриття цього формування до Фінської затоки висувалося з'єднання Флоту відкритого моря віцеадмірала Гіппера з 8 лінійних кораблів, 3 лінійних крейсерів, 4 крейсерів, 32 ескадрених міноносців, 13 тральщиків. Маючи більш ніж дворазову перевагу над російським флотом, це угруповання кайзерівського флоту мало завдання не допустити прориву головних сил Балтійського флоту з Фінської затоки у відкрите море. Крім того, крейсери мали обстріляти споруди на острові Утьо (південніше Або-Аландського архіпелагу), де базувався ряд російських кораблів.
До 19 серпня кайзерівському флоту силами «Нассау» і «Позен», чотирьох легких крейсерів під прикриттям 31 міноносця вдалося, подолавши усі перешкоди, увійти до Ризької затоки. Російським кораблям під прикриттям мінних загороджень і берегових батарей довелося відступити в Моонзунд. Між кораблями сталися швидкоплинні сутички, в яких був потоплений канонерський човен «Сивуч», а «Кореєць» викинувся на берег і наступного дня був підірваний своїм особовим складом.
Незважаючи на досягнутий успіх, німецькому командуванню не вдалося виконати завдання належним чином. Продовжувала існувати мінна небезпека, зріс ризик нападу підводних човнів противника, до того ж вранці 19 серпня торпедою атаки англійського підводного човна E1 Ноеля Лоренса був пошкоджений новітній лінійний крейсер «Мольтке». Усі ці фактори вплинули на рішення адмірала Шмідта залишити Ризьку затоку 21 серпня і повернутися у вихідне положення.
31 травня 1916 року «Піллау» взяв участь у найбільшій морській битві Першої світової війни. Корабель діяв у складі своєї 2-ї розвідувальної групи — «Франкфурт» (прапор контрадмірала Бедікера), «Ельбінг» та «Вісбаден», разом з міноносцями 2-ї, 6-ї та 9-ї флотилій на чолі з крейсером «Регенсбург».

### Передача Італії
«Піллау» недовго служив у щойно реорганізованому Рейхсмаріне після закінчення війни. 5 листопада 1919 року крейсер вивели зі складу сил флоту та 20 липня 1920 року передали союзникам у французькому порту Шербур. Незабаром його передали Італії як військову репарацію під назвою «U». 21 січня 1924 року крейсер перейменували в «Барі» і ввели до складу Королівських ВМС Італії. 88-мм зенітні гармати були замінені на 76-мм гармати. У серпні 1925 року «Барі» сів на мілину біля Палермо. 19 липня 1929 року «Барі» було перекласифіковано в крейсер. «Барі» приєднався до двох інших колишніх німецьких крейсерів «Анкона» і «Таранто» та колишнього німецького міноносця «Премуда» у складі розвідувального дивізіону 1-ї ескадри, що базувався в Ла Спеції.